# Кропоткин, Виктор Андреевич
Виктор Андреевич Кропоткин (27.09.1915 — ?) — участник Великой Отечественной войны, Герой Социалистического Труда, начальник участка цеха Государственного завода «Большевик» Министерства общего машиностроения СССР в Ленинграде.

## Биография
В. А. Кропоткин родился 27 сентября 1915 года в Петрограде в семье рабочего-котельщика Обуховского завода.
После окончания 7 классов школы и ремесленного училища в 1932 году он пришёл работать токарем на завод «Большевик». В 1933 году Кропоткина назначили мастером, а в 1936 году — старшим мастером механического цеха.
Во время Великой Отечественной войны Виктора Андреевича не отпустили на фронт. Кропоткин работал токарем, а с 1944 года — мастером ведущего производственного токарного участка цеха № 46 (артиллерийского) завода «Большевик». В 1945 году приказом командующего Балтийским флотом он был награждён орденом Красной Звезды.
В 1952 году Кропоткин был назначен начальником участка цеха. Он составлял планы-графики и делал расчёты, выполнял задания качественно и в срок. Он первым на заводе применил новшество по доводке деталей до высокого класса точности и начал использовать оптические приборы для контроля обработки изделий. Первая творческая бригада, в которую вошли конструкторы и технологи, была создана при его участии. Виктор Андреевич делился своим опытом с молодёжью. Он работал на заводе до выхода на пенсию.
Указом Президиума Верховного Совета СССР от 26 апреля 1971 года Кропоткину Виктору Андреевичу было присвоено звание Героя Социалистического Труда, а также вручены орден Ленина и золотая медаль «Серп и Молот».
Кропоткин возглавлял Совет ветеранов Невского района Ленинграда.

## Награды
- Орден Ленина (26.04.1971)
- Орден Красной Звезды (17.07.1945)
- Орден «Знак Почёта» (21.05.1963)[1]